# Santa Ana Pueblo
Santa Ana Pueblo - Tamaiya en keres oriental - és una concentració de població designada pel cens del comtat de Sandoval, a l'estat de Nou Mèxic i dins de l'Àrea Estadística d'Albuquerque. Segons el cens del 2010 tenia 610 habitants. També són una tribu reconeguda federalment de parla keres i cultura pueblo que administra una reserva índia de 295 kilòmetres quadrats, a la vall del riu Grande.

## Demografia
Segons el cens de 2010 hi havia 610 persones residint a Santa Ana Pueblo. La densitat de població era de 75,68 hab./km². Dels 610 habitants, Santa Ana Pueblo estava compost per l'1,8% blancs, el 96,39% eren amerindis, el 0,16% eren illencs del Pacífic, el 0,49% eren d'altres races i l'1,15% pertanyien a dos o més races. Del total de la població el 4,1% eren hispans o llatins de qualsevol raça.
La seva llengua tenia uns 229 parlants el 1990. Segons dades de la BIA del 1995, hi havia 664 apuntats al rol tribal, però segons el cens dels EUA del 2000 hi havia enregistrats 647 individus.